# Novotomizam
Novotomizmom se naziva ponovno oživljavanje tomizma u katoličkom svijetu i imalo je svoj vrhunac tijekom vladavine pape Lava XIII. (1878. – 1903). On je pokrenuo novotomizam kroz encikliku Aeterni Patris 1879., zajedno sa svojim bratom i kardinalom Giuseppeam Peccia.
Sva filozofska i teološka djela trebala su se upoređivati s naukom Tome Akvinskog, što je također trebalo biti temeljom svećeničkog obrazovanja. Novoatomizam čini granu filozofske novoskolastike i uključuje ponovni studij djela Tomasa Akvinskog, njegove filozofije i teologije, ali također i pokušaj da se teologija dalje razvija u konfrontaciji s modernom filozofijom i modernim znanostima. 
Uloga novotomizma u Katoličkoj Crkvi je postepeno izgubila na značenju, pošto je naglasak pomjeren od kasnog srednjeg vijeka prema ranom kršćanstvu i patristici. Ipak, ostalo je mišljenje da je filozofija potrebna za razvoj teologije. Među modernim novoatomistima potrebno je spomenuti Jacquesa Maritaina i Étiennea Gilsona.